# لويزا فوينتيس
لويزا فوينتيس (بالإسبانية: Luisa Fuentes) (1954 - ) هي لاعبة كرة طائرة بيروفية. شاركت في الألعاب الأولمبية الصيفية 1968.

## وصلات خارجية
- لويزا فوينتيس على موقع أوليمبيديا (الإنجليزية)